# Pierre Focquet
Pierre Jean François Focquet (Theux, 6 september 1854 - Couvin, 25 mei 1925) was een Belgisch senator.

## Levensloop
Beroepshalve was Focquet notaris in Couvin.
Hij werd in 1912 liberaal senator voor het arrondissement Namen-Dinant, in opvolging van de tijdens de lopende legislatuur overleden Walthère de Selys Longchamps en vervulde dit mandaat tot in 1921.